# Nule
Nule (sardinsky: Nule) je italská obec (comune) v provincii Sassari v regionu Sardinie. Nachází se ve výšce 650 metrů nad mořem a má přibližně 1 300 obyvatel. Rozloha obce je 51,95 km².